# Egid von Löhr
Egid Valentin Johann Felix Nepomuk Ferdinand von Löhr (* 17. März 1784 in Wetzlar; † 6. März 1851 in Gießen) war ein deutscher Jurist und Hochschullehrer.

## Leben
Egid von Löhr wurde als Sohn des Johann Philipp Joseph von Löhr (* 11. Januar 1746 in Wetzlar; † 11. Juni 1787 ebenda), Postamtsdirektor in Wetzlar und dessen Ehefrau Salome (* 28. April 1746 in Wetzlar; † 18. März 1821 in Gießen), Tochter des Georg Matthias Rudolf von Sachs (1713–1792), Prokurator am Reichskammergericht, Hohenlohischer Hofrat, geboren. Einer seiner Vorfahren war der Kurmainzische Kanzler Hartmann Jacobi.
Aufgrund des frühzeitigen Todes seines Vaters erhielt er 1787 durch ein fürstliches Handschreiben die förmliche Anwartschaft auf das Postamt in Wetzlar, allerdings verlor er 1815 bei der Übernahme der Stadt durch die preußische Krone dieses Recht, hatte sich aber auch bereits vorher entschlossen, Rechtswissenschaften zu studieren. Den ersten rechtswissenschaftlichen Unterricht erhielt er 1800 bei Bernegger in Wetzlar. Er begann zu Ostern 1802 ein Studium der Rechtswissenschaften an der Universität Marburg, das er bis Herbst 1805 an der Universität Gießen und der Universität Göttingen fortsetzte.
Besonders geprägt wurde er an der Universität Marburg von seinem Hochschullehrer Gustav von Hugo, der die wissenschaftliche Richtung bestimmte und mit dem er bis zu dessen Tod befreundet war. Weiterhin hörte er Vorlesungen bei Philipp Friedrich Weiß, Georg Robert, Anton Bauer, Friedrich Carl von Savigny, Helwig Bernhard Jaup, Karl Ludwig Wilhelm von Grolman, Justus Christoph Leist und Christoph Martin.
1807 wurde er bereits Mitherausgeber des vom Hochschullehrer Karl Ludwig Wilhelm von Grolman gegründeten Magazin für Gesetzgebung und Rechtswissenschaft.
Nachdem der Fürstprimas Karl Theodor von Dalberg im Juli 1808 in Wetzlar eine Rechtsschule gründete, wurde Egid von Löhr als ordentlicher Professor des Rechts dorthin berufen und zum Justizrat befördert; er hielt dort Vorlesungen zu juristischer Enzyklopädie, Pandekten, Geschichte und Altertümer des römischen Rechts, zeitweise auch exegetische und hermeneutische Vorlesungen.
Am 10. Mai 1813 folgte er einem Ruf zur sechsten Professur der Rechte an die Universität Gießen, die er mit der Rede de lege Voconia antrat; kurz darauf erhielt er, aufgrund der bisherigen Veröffentlichungen, das Doktor-Diplom und blieb dann in dieser Stellung bis zu seinem Tod 1851, trotz der Rufe unter anderem von der Universität Heidelberg und der Universität Göttingen. 1815 rückte er zur fünften, 1819 zur vierten und 1821 zur zweiten ordentlichen Professur des Rechts auf und wurde 1818 zum Geheimen Regierungsrat und am 9. Juli 1830 zum Geheimrat ernannt. Am 30. November 1833 wurde er Primarius der Juristenfakultät. Seit dem 16. Januar 1835 übte er auch einige Jahre das Amt des Syndikus der Universität Gießen aus, dies bedingte, dass er bei Abwesenheit des Kanzlers Justin von Linde auch vieles vertretungsweise übernehmen musste, dass in dessen Ressort fiel.
Gemeinsam mit Anton Friedrich Justus Thibaut und Carl Joseph Anton Mittermaier betrieb er das Archiv für die civilistische Praxis. Weiterhin schrieb er auch Beiträge für die Allgemeine Encyclopädie der Wissenschaften und Künste.
Egid von Löhr heiratete am 11. Oktober 1814 Franziska (* 30. April 1794 in Wetzlar; † 28. Mai 1845 in Gießen), Tochter des Joseph Marks (1763–1840), Archivdirektor des Reichskammergerichts und dessen Ehefrau Marie Anna Pistor. Gemeinsam hatten sie sieben Kinder, hiervon ist namentlich bekannt:
- Joseph Ferdinand Karl von Löhr (* 20. Dezember 1817 in Gießen; † 28. Dezember 1876 in San Francisco), Arzt des Deutschen Hospitals in San Francisco und Vize-Präsident des Vereins zum Schutze deutscher Einwanderer in San Francisco.

## Auszeichnungen
- Er wurde im Januar 1823 zum Ritter erster Klasse des Großherzoglich Hessischen Ludwigsordens ernannt.
- Am 27. November 1833 erhielt er das Kommandeurkreuz 2. Klasse des Großherzoglichen Ludwigsordens.
- Am 25. März 1840 erhielt er von der Philosophischen Fakultät der Universität Gießen die Doktorwürde honoris causa verliehen.

## Schriften (Auswahl)
- Die Theorie der Culpa. Gießen bey Heyer 1806.
- Beyträge zu der Theorie der Culpa. Gießen, Darmstadt 1808.
- Ueber die römischen Begriffe von Tutel und Curatel. Eine Einladungsschrift zu den auf der Rechtsschule zu Wetzlar im Winter 1809 zu haltenden Vorlesungen vom Justizrath von Löhr. Wetzlar, gedruckt mit Wincklerischen Schriften 1809.
- Uebersicht der das Privatrecht betreffenden Constitutionen der Römischen Kaiser von Constantin I. bis auf Theodos II. u. Valentinian III. Wetzlar, 1811–1812.
- Egid V  von Löhr; Franz Carl Hermann: Von den Wirkungen des Irrthums im Allgemeinen, nach den Grundsätzen des römischen und französischen Rechts eine Probeschrift. Frankfurt 1811.
- Magazin für Rechtswissenschaft und Gesetzgebung. Giessen: Georg Friedrich Heyer, 1820–1844.
- Archiv für die civilistische Praxis. Heidelberg. 1822–1830.
- Egid Valentin Johann Felix Nepomuk Ferdinand von Löhr; Friedrich Ernst Engelbach: Quod felix faustumque esse iubeat Aegidius Val. Fel. Io. Ferd. de Loehr Friderico Ernesto Engelbach summos doctoris in utroque iure honores contulit. Giessae, 1823.
- Beiträge zur genaueren Kenntiss der Hülsenfrüchte und insbesondere der Bohne. Giessen 1848.